# إل. بي. داي
إل. بي. داي (بالإنجليزية: L. B. Day)‏ هو سياسي أمريكي، ولد في 22 فبراير 1932، وتوفي في 24 أكتوبر 1986. حزبياً، نشط في الحزب الجمهوري. وقد انتخب عضو مجلس ولاية أوريغون.